# Hadizatou Mani
Hadizatou Mani   (Tahoua, 1984) és una defensora dels drets humans nigerina que va lluitar en els tribunals per alliberar-se de l'esclavitud.

## Biografia
Mani va néixer l'any 1984 al Níger. Quan només tenia 12 anys va ser venuda com a esclava per 500 dòlars. L'esclavitud és il·legal al Níger, però només des del 2003, i encara ara hi té lloc. Com a conseqüència, va ser acusada de bigàmia quan es va casar amb un altre home. Mani va ser empresonada durant 6 mesos, però se la va animar a apel·lar en el seu cas.
Després que revoqués la seva condemna en els tribunals, se li van donar 20 mil dòlars en danys i perjudicis i l'any 2009 se li va concedir el Premi Internacional Dona Coratge. A més, va aparèixer en la llista de les 100 persones més influents del món de 2009 de la revista Time. El desembre del 2022 va ser inclosa a la llista 100 Women que anualment emet la BBC.
Avui, malda per ajudar altres dones en situació d'esclavatge malgrat la llei del 2003: a través de l'associació Timidria porta aquests casos als tribunals.